# Emphylica
Emphylica is een geslacht van vlinders uit de familie van de grasmotten (Crambidae), uit de onderfamilie van de Pyraustinae. De wetenschappelijke naam van dit geslacht is voor het eerst voorgesteld door Alfred Jefferis Turner in een publicatie uit 1913.

## Soorten
- Emphylica crassihamata Chen & Zhang, 2019
- Emphylica cruoralis (Warren, 1895)
- Emphylica diaphana (Caradja, 1934)
- Emphylica xanthocrossa Turner, 1913